# 欣特豪斯城堡废墟

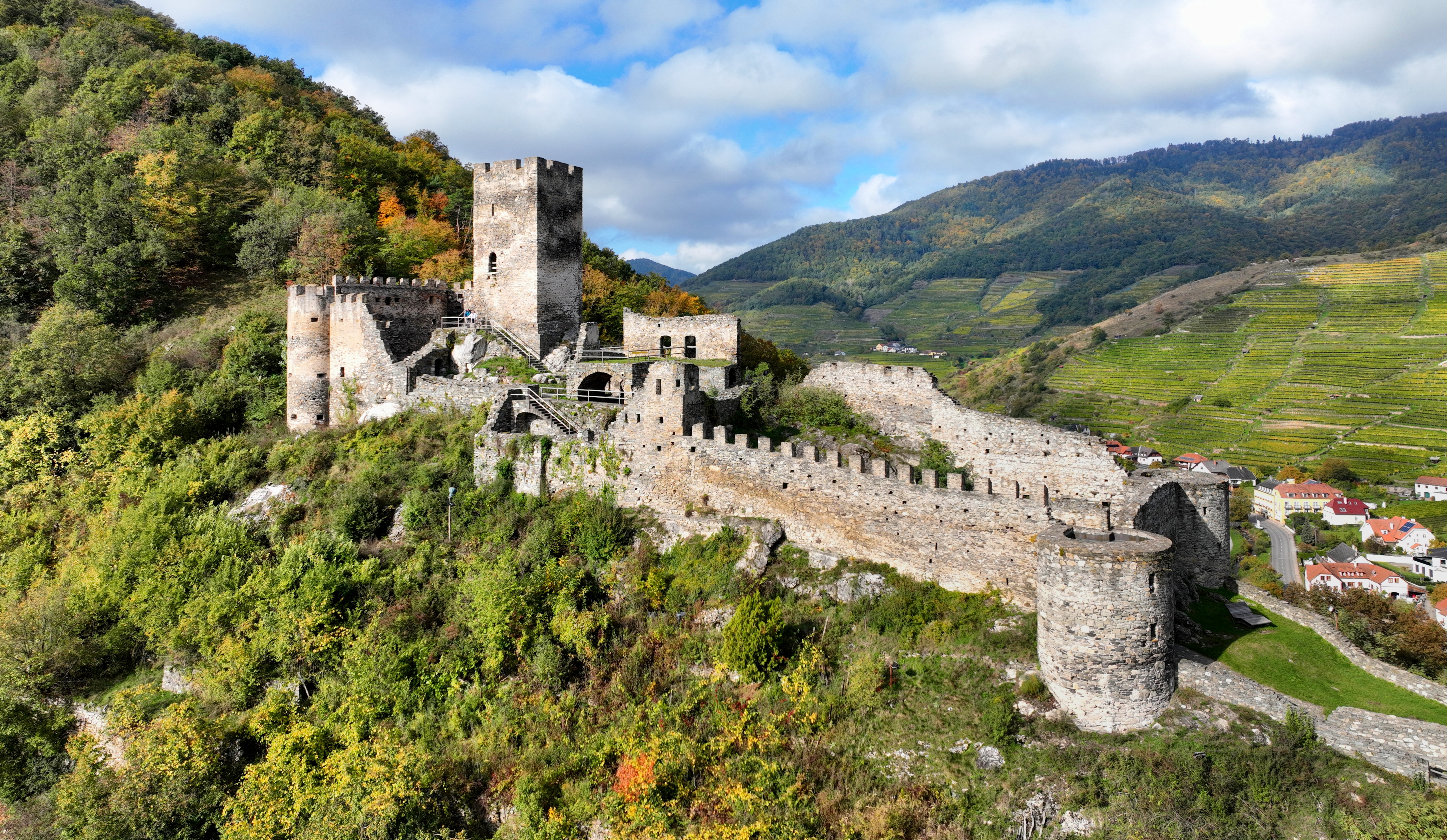

欣特豪斯城堡废墟（Ruine Hinterhaus）又名上城堡（Oberhaus），是奥地利瓦豪河谷的一座城堡废墟，位于下奥地利州施皮茨，尧尔灵山山麓。 1243年首次见于文献记载。